# Aedes cacozelus
Aedes cacozelus är en tvåvingeart som beskrevs av E. Sydney Marks 1963. Aedes cacozelus ingår i släktet Aedes och familjen stickmyggor. Inga underarter finns listade i Catalogue of Life.